# Сафир—Симпсонова скала урагана
Сафир—Симпсонова скала урагана (енгл. Saffir–Simpson Hurricane Scale), скраћено SSHS, класификација је урагана западне хемисфере према максималној непрекидној брзини кретања ветра. Да би неки ветар био у категорији урагана његова брзина мора бити минимум 119 км/ч. Највећа категорија 5, припада ураганима чија је брзина већа од 252 км/ч. Ова скала је погодна за одређивање потенцијалне штете и утицаја поплава изазваних падавинама.
Сафир-Симпсонова скала ветра урагана заснована је на највећој брзини ветра у просеку у једноминутном интервалу 10 m изнад површине. Иако скала показује брзине ветра у континуираним распонима брзина, Национални центар за урагане и Централни пацифички центар за урагане додељују интензитет тропских циклона у корацима од 5 чворова (kn) (нпр. 100, 105, 110, 115 kn, итд.) због инхерентне несигурности у процени јачине тропских циклона. Брзине ветра у чворовима се затим претварају у друге јединице и заокружују на најближих 5 mph or 5 km/h.
Сафир-Симпсонова скала ветра урагана се званично користи само за описивање урагана који се формирају у Атлантском океану и северном Тихом океану источно од међународне датумске линије. Друге области користе различите размере за означавање ових олуја, које се називају циклони или тајфуни, у зависности од области. Ове области (осим JTWC) користе просечне ветрове од три или десет минута да би одредиле максималну трајну брзину ветра, стварајући важну разлику која фрустрира директно поређење између максималних брзина ветра олуја измерених коришћењем Сафир-Симпсонове скале ветра за урагане (обично 14% интензивније) и оне мерене коришћењем десетоминутног интервала (обично 12% мање интензивне).

## Настанак скале
Скала је настала 1971. године захваљујући цивилном инжењеру Херберту Сафиру и Бобу Симпсону, метеорологу који је у то време био директор „Националног центра за урагане САД“. Првобитну скалу осмислио је Сафир према угледу на Рихтерову скалу, доделивши јој пет категорија. Прво јавно приказивање уследило је 1973. године, а у употребу је ушла годину дана касније.

## Додатна подела

### Тропски циклон
| Тропски циклон     | Тропски циклон | Тропски циклон | Тропски циклон | Тропски циклон |
| ------------------ | -------------- | -------------- | -------------- | -------------- |
| Непрекидни ветрови | <17 м/с        | <34 чв.        | Тропски циклон |                |
| Непрекидни ветрови | <62 км/ч       | <38 м/ч        | Тропски циклон |                |

Тропски циклон или тропска депресија је организовани систем облака са дефинисаном циркулацијом и максималном брзином ветрова до 62 км/ч. Нема формирано око олује у средишту и најчешће није спиралног облика. Будући да је у оквиру њега низак притисак назива се депресија или циклон. Одликује се изузетно снажним кишама и пљусковима, без значајних оштећења.

### Тропска олуја
| Тропска олуја      | Тропска олуја | Тропска олуја | Тропска олуја       | Тропска олуја |
| ------------------ | ------------- | ------------- | ------------------- | ------------- |
| Непрекидни ветрови | 18-32 м/с     | 35-63 чв.     | Тропска олуја Агата |               |
| Непрекидни ветрови | 63-118 км/ч   | 39-73 м/ч     | Тропска олуја Агата |               |

Тропске олује су организовани снажни системи облака са дефинисаном циркулацијом и максималном брзином ветрова између 63 и 118 км/ч. На овом ступњу долази до формирања циклона, али се олујно око најчешће још не формира. Метеоролошке службе дају одређене називе тропски олујама. Оне се одликују изузетно снажним и обилним кишама и пљусковима, а могућа је минимална штета на слабијим објектима.

## Категорије

### Категорија 1
| Категорија 1               | Категорија 1 | Категорија 1 | Категорија 1  | Категорија 1 |
| -------------------------- | ------------ | ------------ | ------------- | ------------ |
| Непрекидни ветрови         | 33–42 м/с    | 64–82 чв.    | Ураган Лестер |              |
| Непрекидни ветрови         | 119–153 км/ч | 74–95 м/ч    | Ураган Лестер |              |
| Нормални средишњи притисак | 980–994 мбар | 28.94 inHg   | Ураган Лестер |              |

Изузетно снажни ветрови могу изазвати штету
Олује категорије 1 најчешће не изазивају значајне структурне штете на добро зиданим објектима. Овакви ветрови могу преврнути незакачене приколице и да ишчупају дрвеће слабије отпорности. Такође, долази до подизања слабих кровних конструкција на кућама, обарања црепова и слично. Приобалне поплаве и настала штета најчешће се везују за олујама категорије 1. Нестанци струје су уобичајени и могу потрајати неколико дана. Иако је ова категорија ураган најслабија, постоји могућност да дође до људских жртава.

### Категорија 2
| Категорија 2               | Категорија 2 | Категорија 2     | Категорија 2 | Категорија 2 |
| -------------------------- | ------------ | ---------------- | ------------ | ------------ |
| Непрекидни ветрови         | 43–49 м/с    | 83–95 чв.        | Ураган Алекс |              |
| Непрекидни ветрови         | 154–177 км/ч | 96–110 м/ч       | Ураган Алекс |              |
| Нормални средишњи притисак | 965–979 мбар | 28.50–28.91 inHg | Ураган Алекс |              |

Изузетно опасни ветрови изазивају значајну штету
Олује категорије 2 најчешће оштећују и подижу кровове на кућама, као и слабо причвршћена врата и прозоре. Такође, ветар ове јачине може оборити слабо причвршћену саобраћајну сигнализацију и чупати дрвеће из корена. Приколице за спавање, било да су причвршћене или не, најчешће претрпе значајну или потпуну штету. Ручно зидане куће, колибе и слично, приликом ураган друге категорије остају делимично или трајно оштећене. Мања пловила која су слабо укотвљена бивају оштећена или насукана на обалу. Вишедневан нестанак струје али и пијаће воде су уобичајени.

### Категорија 3
| Категорија 3               | Категорија 3 | Категорија 3     | Категорија 3  | Категорија 3 |
| -------------------------- | ------------ | ---------------- | ------------- | ------------ |
| Непрекидни ветрови         | 50–58 м/с    | 96–112 чв.       | Ураган Роксен |              |
| Непрекидни ветрови         | 178–208 км/ч | 111–129 м/ч      | Ураган Роксен |              |
| Нормални средишњи притисак | 945–964 мбар | 27.91–28.47 inHg | Ураган Роксен |              |

Долази до разорне штете
Тропски циклони категорије 3 називају се правим ураганима на подручју Атлантика и Пацифика. Овакве олује праве штету на мањим кућама и нижим зградама, нарочито на онима са дрвеном структуром у основи. Грађевине са слабим темељима, као на пример приколице и слично бивају потпуно уништене, а кровови на кућама ишчупани заједно са конструкцијом. Ручно прављене куће и колибе су по правилу потпуно уништене. Поплаве у приобаљу су уобичајени. У тој зони страдају мањи објекти а виши и издржљивији остају поплављени неко време. Значајан број дрвећа и растиња ветар чупа у корену, притом чистећи значајне просторе. Нижи делови насеља остају поплављени. Делимичан до потпун нестанак струје и пијаће воде може потрајати недељама након урагана.

### Категорија 4
| Категорија 4               | Категорија 4 | Категорија 4     | Категорија 4 | Категорија 4 |
| -------------------------- | ------------ | ---------------- | ------------ | ------------ |
| Непрекидни ветрови         | 58–70 м/с    | 113–136 чв.      | Ураган Џоан  |              |
| Непрекидни ветрови         | 209–251 км/ч | 130–156 м/ч      | Ураган Џоан  |              |
| Нормални средишњи притисак | 920–944 мбар | 27.17–27.88 inHg | Ураган Џоан  |              |

Долази до ужасавајуће штете
Урагани категорије 4 доводе до рушења и оштећења зидова, као и до потпуног разарања мањи кућа и објеката. Непоправљива штета јавља се на надстрешницама, као и на другим висећим објектима. Приколице и ручно грађене куће су потпуно уништене и сравњене са земљом. Већина стабала, осим оних најчвршћих остаје ишчупана из корена и ношена јаким ветром. Олује ове категорије изазивају јаку приобалну ерозију, а поплаве задиру дубље у копно. Потпуни нестанак струје и пијаће воде траје неколико недеља.

### Категорија 5
| Категорија 5               | Категорија 5 | Категорија 5 | Категорија 5  | Категорија 5 |
| -------------------------- | ------------ | ------------ | ------------- | ------------ |
| Непрекидни ветрови         | ≥ 70 м/с     | ≥ 137 чв.    | Ураган Андреј |              |
| Непрекидни ветрови         | ≥ 252 км/ч   | ≥ 157 м/ч    | Ураган Андреј |              |
| Нормални средишњи притисак | < 920 мбар   | < 27.17 inHg | Ураган Андреј |              |

Долази до катастрофалне штете
Урагани категорије 5 су најјачи према Сафир—Симпсоновој скали. Овакве олује изазивају потпуно уништење кровова на мањих објектима и фабрикама. Рушење целокупних кућа слабије грађе је уобичајено. Тотална девастација погађа објекте са дрвеним конструкцијама, приколице, ручно зидане куће и слично. Само објекти удаљени 5 до 8 km од обале остају неоштећени. Ту спадају све грађевине зидане од бетона, ојачане циглама и преградним блоковима, затим куће са крововима не мањег нагиба од 35 степени и прозорима са ролетнама.
Поплаве изазивају потпуно уништење приобалних грађевина, а виши објекти остају потопљени у нижим спратовима. Дословно сва стабла на путу олује су ишчупана и водена бујица их гомила дубље на копну формирајући бране и одсецајући стамбене делове и четврти од остатка насеља. Евакуација становништва из приобаља и нижих делова копна је обавезна, а нестанак струје и пијаће воде може потрајати неколико месеци.

## Критика
Неки научници, укључујући Керија Емануела и Лакшмија Канту, критиковали су скалу као поједностављену, указујући да скала не узима у обзир ни физичку величину олује ни количину падавина које производи. Поред тога, они и други истичу да Сафир-Симпсонова скала, за разлику од Рихтерове скале која се користи за мерење земљотреса, није континуирана и да је квантизована у мали број категорија. Предложене класификације замене укључују индекс интензитета урагана, који се заснива на динамичком притиску изазваном олујним ветровима, и индекс опасности од урагана, који се заснива на површинским брзинама ветра, радијусу максималног ветра олује, и његовој транслационој брзини. Обе ове скале су континуиране, сродне Рихтеровој скали; међутим, званичници нису користили ниједну од ових скала.